# М-90
М-90 — советский опытный авиационный двигатель. Представлял собой двухрядный 18-цилиндровый двигатель воздушного охлаждения с первоначально заявленной мощностью в 1600 л. с. Двигатель был спроектирован в ОКБ завода № 29 за рекордно короткий срок — с 15 мая по 15 августа 1939 года. Испытания начались 29 ноября 1939 г.
М-90 был весьма перспективной разработкой, открывавшей авиаконструкторам новые технические горизонты. Однако и он сам являлся принципиально новым изделием для советской промышленности, поэтому требовал длительной экспериментальной отработки. Начавшаяся 22 июня 1941 года Великая Отечественная война не позволила завершить доводку М-90 вовремя.

## Разработка
В августе 1941 года из-за наступления немцев завод № 29 был эвакуирован в Омск. Там работы по двигателям М-88, М-89 и М-90 продолжались под руководством Е. В. Урмина. Однако двигатель М-90 хоть и имел перспективные характеристики мощности и удельного веса, не был отработан и доведен. Его стендовые испытания завершились уже в эвакуации. Только в 1943 году была постепенно доведена до максимума взлетная мощность этого мотора до 1750 л. с. У более поздней модификации этого мотора М-90Ф взлетная мощность достигала 2080 л. с. Однако установки на самолёты М-90 конструктор так и не дождался. Приемлемой надежности от двигателя добиться не удалось. К тому же А. Д. Швецов получил эти же характеристики на двигателе М-71, в связи с чем работы по доводке М-90 было решено свернуть.

## Технические характеристики
| Тип  | Кол-во цилиндров | Производитель             | Диаметр, мм | Сухой вес, кг | Максимальная мощность, л. с. | Взлётная мощность, л. с. | Мощность на высоте 6000 м. |
| М-90 | 18               | Завод № 29 (г. Запорожье) | 1298        | 850           | 1600                         | 1700                     | 1500                       |